# Chirotica longicauda
Chirotica longicauda är en stekelart som beskrevs av Horstmann 1983. Chirotica longicauda ingår i släktet Chirotica och familjen brokparasitsteklar. Inga underarter finns listade i Catalogue of Life.